# Алтангэрэлийн Пэрлэ
Алтангэрэлийн Пэрлэ (род. 1945) — монгольский палеонтолог.
Преподаватель Монгольского государственного университета. Он впервые описал виды Goyocephale lattimorei, Achillobator giganticus и Erlikosaurus andrewsi. Польский палеонтолог Хальшка Осмольская назвала в его честь вид Hulsanpes perlei.